# Luna 13
Luna 13 (ryska: Луна-13) var en sovjetisk rymdsond i Lunaprogrammet. Rymdsonden sköt upp den 21 december 1966, med en Molnija-M 8K78M raket. Farkosten landade på månen den 24 december 1966. Den tog fem panoramabilder av landningsplatsen. Det tog drygt en och en halv timme att sända varje bild till jorden. Rymdsonden sände data fram till den 28 december 1966, då batterierna tog slut.

### Fotnoter
1. ↑  ”NASA Space Science Data Coordinated Archive” (på engelska). NASA. https://nssdc.gsfc.nasa.gov/nmc/spacecraft/display.action?id=1966-116A. Läst 25 mars 2020.